# Staffan Salén
Sven Staffan Folke Salén, född 5 juli 1967, är sedan 2003 VD för Salénia AB.

## Biografi
Staffan Salén har en civilekonomexamen från Stockholms Universitet. Han var under studietiden ordförande vid Stockholms Universitets Studentkår 1992-93.
Staffan Salén arbetade 1998-2003 på Föreningssparbanken varav de sista tre åren som vice VD och kommunikationsdirektör, samt före dess på Finanstidningen bland annat som redaktionschef.
Salén är sedan 2003 VD för Salénia AB, en företagsgrupp som han driver och äger tillsammans med sin bror Erik Salén. Vidare är han styrelseordförande i fastighetsbolaget AB Sagax som han var med och grundade, samt i konsultmäklaren Ework Group AB och i fraktflygbolaget Amapola Flyg AB som han också var med och grundade. Salén är också styrelseledamot i Green Landscaping AB och i Strand Kapitalförvaltning.
Salén har suttit i styrelsen för Stockholms Universitet 2001-2010 inklusive som vice ordförande. Salén satt också i styrelsen för SNS - Studieförbundet Näringsliv och Samhälle 2009-2017 inklusive som vice ordförande.  Han är sedan 2018 vice ordförande i SNS Förtroenderåd. Salén var 2011-2018 ordförande i Kungliga Svenska Segelsällskapet, KSSS.
Han är son till direktör Sven Hampus Salén och advokat Eva Salén. Han är sonson till skeppsredare Sven Salén.

## Utmärkelser
- 2012 – Stockholms universitets stora guldmedalj, instiftad 1990. Medaljen tilldelas den som genom långvarigt och betydande arbete verkat för att främja universitetet, dess forskning eller dess undervisning.[9]